# Gustavo Méndez
Pour les articles homonymes, voir Mendez.
Gustavo Emilio Méndez, né le 3 février 1971 à Montevideo, est un footballeur uruguayen.

## Biographie
En tant que défenseur, Gustavo Méndez fut international uruguayen à 46 reprises (1993-2002) pour aucun but.
Il remporta la Copa América 1995, ce qui constitue son seul titre avec l'Uruguay.
Il participa à la Coupe des confédérations 1997. Il fut titulaire contre les Émirats arabes unis, contre la République tchèque (recevant un carton jaune), ne joua pas contre l'Afrique du Sud, fut titulaire contre l'Australie (carton jaune) et contre la République tchèque. L'Uruguay termina quatrième du tournoi.
Il participa aussi à la Coupe du monde de football de 2002. Il fut titulaire contre le Danemark, recevant un carton jaune, mais il ne joua pas contre la France, ni contre le Sénégal. L'Uruguay est éliminé au premier tour.
Il joua en Uruguay, dans le club de Club Nacional de Football (1990-1995 et 2002-2005), où il remporta trois championnats d'Uruguay (en 1992, en 2002 et en 2005). Il a joué aussi en Italie, au Vicence Calcio et au Torino FC. Il remporta une Coupe d'Italie en 1997 et une Serie B en 2001.

## Clubs
- 1990-1995 :  Club Nacional de Football
- 1995-1999 :  Vicence Calcio
- 1999-2001 :  Torino FC
- 2002-2005 :  Club Nacional de Football

## Palmarès
- Copa América
  - Vainqueur en 1995
- Coupe d'Italie de football
  - Vainqueur en 1997
- Championnat d'Italie de football D2
  - Champion en 2001
- Championnat d'Uruguay de football
  - Champion en 1992, en 2002 et en 2005